# 薬剤感受性試験

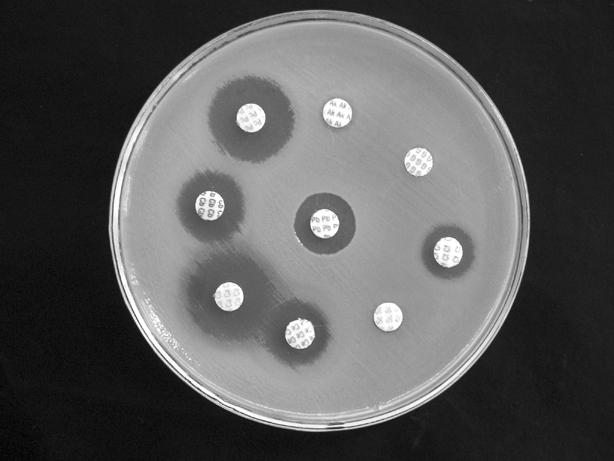
ディスク拡散による抗生物質感受性試験。ろ紙に薬剤を染み込ませ、寒天培地上で菌の繁殖を抑えた阻止円を確認する

薬剤感受性試験とは抗菌薬に対する真正細菌の感受性を調べるために行われる試験であり、耐性菌の検出に用いられる基本的な試験である。

## 試験の種類
in vitroでの薬剤感受性試験は大別すると、希釈法と拡散法に分けられる。
希釈法
希釈法は、さらに液体希釈法（さらにマイクロプレートを用いる微量法、試験管を使う試験管法に分類）と、寒天培地希釈法に分けられる。
液体希釈法も寒天培地希釈法も2倍段階希釈した薬剤（抗菌薬）を含む培地に一定量の菌を接種し、一定時間培養後にその発育の有無を観察し、薬剤に対する感受性を測定する。
特徴として、器材の値段が高い。精度が高い。希釈法では正確に、抗生物質が作用する濃度であるMIC値（最小発育阻止濃度）を測定できる。
拡散法
拡散法（または、ディスク拡散法、ディスク法）は一定量の菌を試験用の寒天培地（用いる試験により異なる）の表面に接種し、その上に一定量の薬剤（抗菌薬）を含む濾紙（ペーパーディスク）を置き、一定時間培養後、形成された発育阻止円の大きさから薬剤に対する感受性を測定する。拡散法は抗菌薬の検出にも応用される。
特徴として、経済性、迅速性や簡便性に優れる。一応、直接MICが測定できるディスク法の一種、特殊検査法もある。

## 菌の扱いについて
菌の取扱いについては、間接法と直接法がある。
間接法
検査材料から感染症原因菌と考えられる目的の細菌を分離し、これを被検菌として、先述の希釈法と拡散法の薬剤感受性試験を行う。
直接法
感染症の原因細菌を含むと思われる材料を直接培地に接種する方法である。迅速に確認できるが、原因菌とは異なる菌も含まれるため、間接法と並行して行われる。